# Camí de Toès a Entrevalls
El Camí de Toès a Entrevalls és un vell camí romànic, de la comuna de Toès i Entrevalls, a la comarca del Conflent, de la Catalunya del Nord.
Surt de l'extrem meridional, del Carrer d'Entrevalls, del Veïnat de l'Església per anar-se enfilant muntanya amunt, cap a llevant, fins a arribar al poble, ara en ruïnes, d'Entrevalls.
Es tracta d'un camí de bast medieval, d'una amplada d'entre 1,5 i 2 metres, que va fent ziga-zagues per tal de superar els desnivells. El marge exterior sovint és protegit per murs de pedres, i se'n conserva el sòl empedrat en bastants trams. És semblant a altres camins medievals conservats, com el del Coll del Pendís, al Berguedà, el de Núria, al Ripollès, el de Cambrils, al Solsonès o el de Biure, al Pallars.